# Ebo-Evangeliar

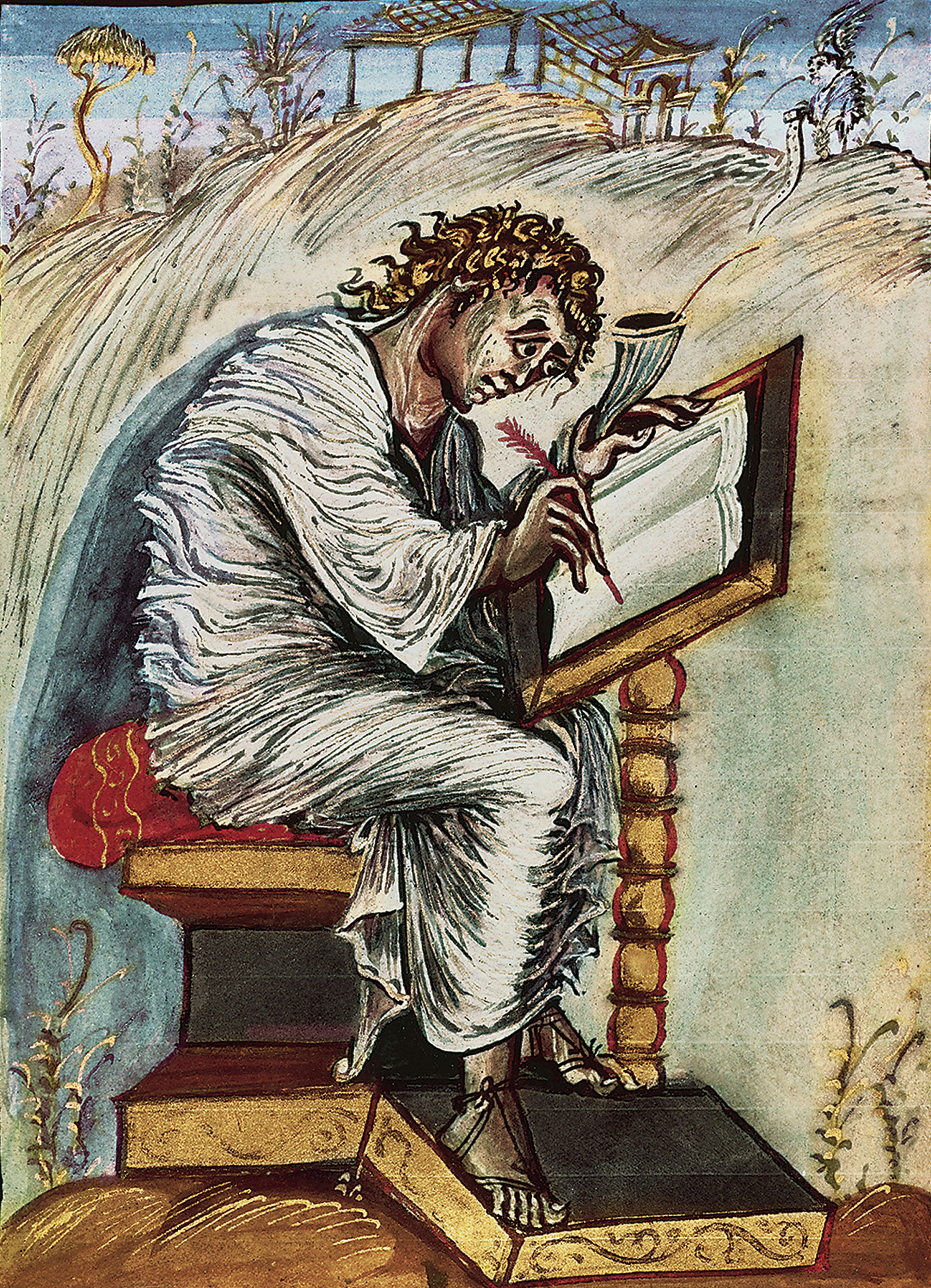
Evangelist Matthäus aus dem Ebo-Evangeliar, fol. 18v

Das Ebo-Evangeliar ist eine im Auftrag von Erzbischof Ebo von Reims (778–851) hergestellte karolingische Bilderhandschrift von bedeutendem künstlerischem Wert. Das Evangeliar wird heute in der Stadtbibliothek (Bibliothèque Municipale) der nordfranzösischen Stadt Épernay unter der Signatur Ms. 1 aufbewahrt. Es beginnt mit einem Lobgedicht auf den Auftraggeber, den Erzbischof Ebo.
Das Evangeliar wurde um 825 entweder in Reims oder von zu diesem Zweck im Benediktiner-Kloster Hautvillers bei Épernay versammelten Künstlern geschaffen, wo um die gleiche Zeit auch der Utrechter Psalter  hergestellt wurde. Dies schließt man daraus, dass die Porträts der Evangelisten im Ebo-Evangelium in Stil und Ausführung den Illuminationen des Utrechter Psalters ungemein ähnlich sind. Beide gehören zu den Meisterwerken der Buchkunst der Karolingischen Renaissance und bilden die Hauptwerke der so genannten Reimser Schule.
Vor 835 schenkte Ebo das Evangeliar dem Kloster Hautvillers.

## Illuminationen aus dem Ebo-Evangeliar

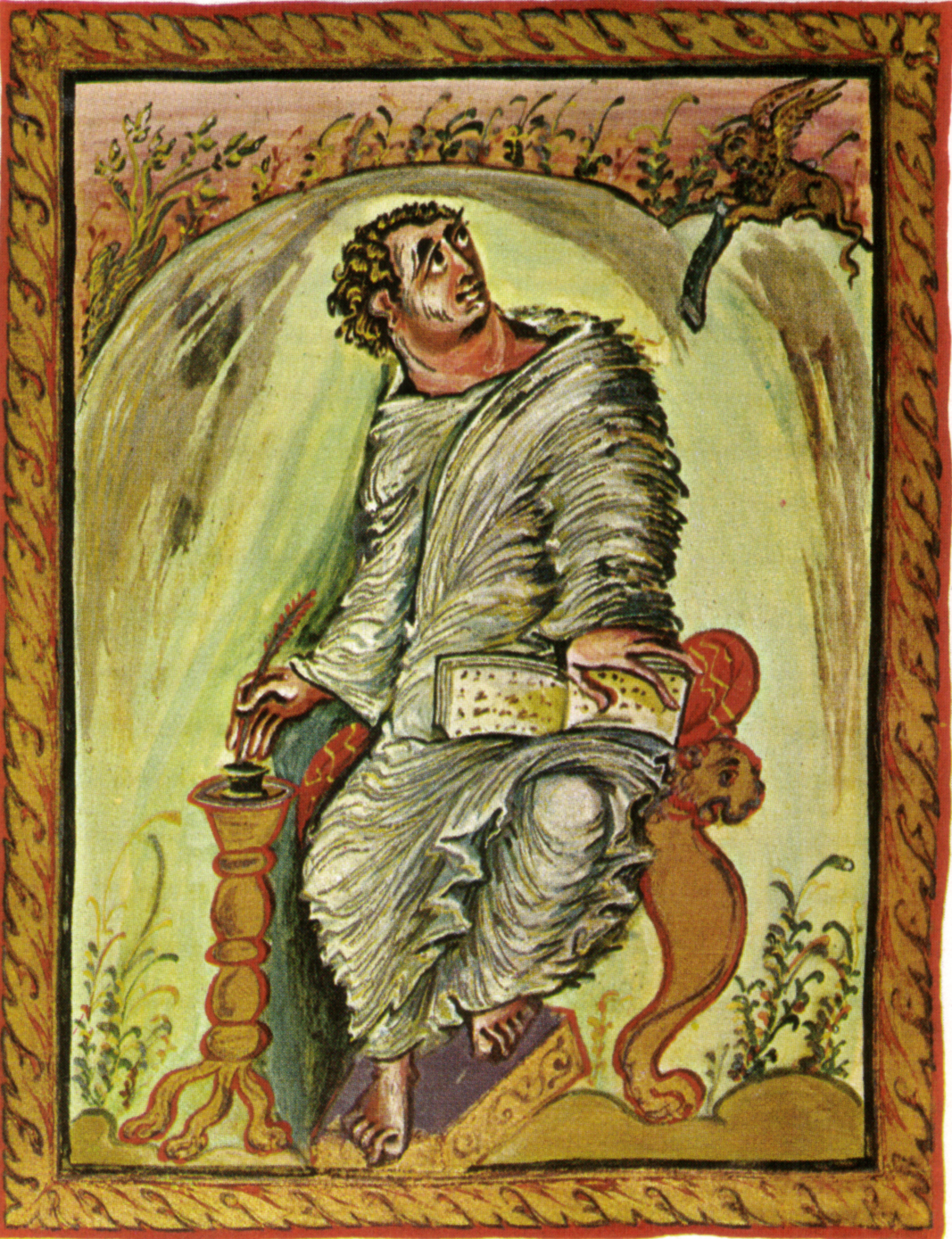
fol 60v: Markus
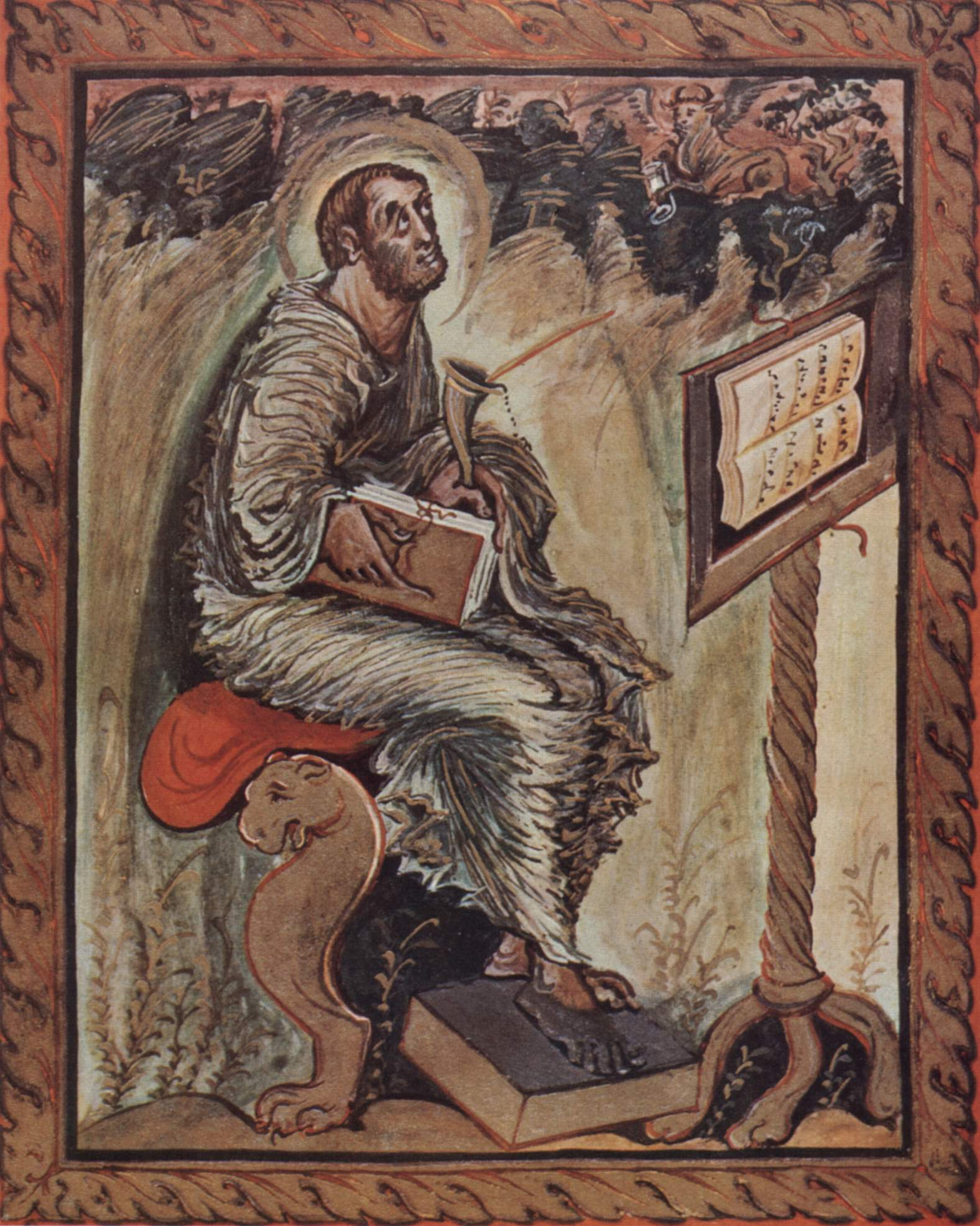
fol. 90v: Lukas
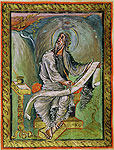
fol. 134v: Johannes